# Ismael García Cabeza de Vaca
Ismael García Cabeza de Vaca (4 de noviembre de 1972, Reynosa, Tamaulipas) es un político mexicano, miembro del Partido Acción Nacional. Desde 2018 se desempeña como senador por el estado de Tamaulipas.

## Biografía
Nació en Reynosa, Tamaulipas. Es el menor de 3 hermanos, casado y padre de familia. Es Licenciado en Comercio Exterior por la Universidad de Texas-Pan American, en Edinburg, Texas. Es hermano del exgobernador de Tamaulipas Francisco García Cabeza de Vaca.

## Trayectoria política
Es miembro activo del Partido Acción Nacional en Reynosa, Tamaulipas.
En el año de 2013 es electo regidor del Ayuntamiento de Reynosa en la posición No. XVIII siendo candidato a presidente municipal Jesús M. Moreno Ibarra. Candidato a diputado federal por el Distrito II en las Elecciones federales de México de 2015. Secretario general del Comité Directivo Estatal del Partido Acción Nacional en Tamaulipas, en formula con Francisco "Kiko" Elizondo entre los años 2016 – 2018.
En el año 2018 el Comité Ejecutivo Nacional del Partido Acción Nacional lo nomina como Candidato al Senado de la República en las Elecciones federales de México de 2018 donde resulta elegido como Senador de República por primera minoría integrándose a la LXIV Legislatura del Congreso de la Unión de México.

### Trayectoria legislativa
En el Senado de la República es secretario de las comisiones de Marina y Seguridad Pública; integrante en las Comisiones de Defensa Nacional y Energía.
Ha presentado diversas iniciativas entre las cuales destacan:
- Reforma constitucional en materia de extinción de dominio.
- Ley Nacional de Extinción de Dominio.
- Reforma constitucional sobre prisión preventiva oficiosa.
- Reforma sobre justicia laboral.
- Reforma constitucional sobre educación.
- Reforma constitucional sobre guardia nacional.
- Ley Nacional de Registro de Detenciones.
- Ley Nacional sobre el Uso de la Fuerza.
- Reforma constitucional sobre paridad de género.

Las leyes propuestas por Cabeza de Vaca que han sido aprobadas son:
- Ley de Educación Naval.
- Ley Federal de Remuneraciones de los Servidores Públicos.
- Ley del Instituto Nacional de los Pueblos Indígenas.
- Ley Orgánica de las Fiscalías Generales de la República.

En el H. Congreso de la Unión en la LXIV Legislatura del Congreso de la Unión de México es integrante de la Comisión Bicamaral de Seguridad Nacional.

## Controversias

### Chat en el Senado
El 26 de septiembre del 2018, durante la comparecencia del Secretario de Hacienda en el Senado, fue captado por la prensa utilizando su teléfono móvil mientras, desde su curul, escribía en un chat de WhatsApp donde intercambiaba imágenes de una supuesta escort, solicitando el número de su padrote. A las pocas horas, el senador ofreció una disculpa vía Twitter por el contenido del mensaje y por sus expresiones misóginas.
La mujer de las imágenes que aparece en la conversación del senador es una estudiante de la licenciatura de mercadotecnia, que no se dedica al servicio de "escort" y que fue víctima del robo de sus imágenes.